# Cervier e la Bauma
Cervier e la Bauma (en francès Serviers-et-Labaume) és un municipi francès situat al departament del Gard i a la regió d'Occitània.